# Senhans
El Senhans, (en occità: Senhans, en francès: Seignanx) és un parçan o comarca d'Occitània situat a la Gascunya. La seva vil·la principal és Tarnòs.
Segons la proposta de divisió territorial d'Occitània del diari Jornalet, basada en l'obra de Frederic Zégierman Le Guide des pays de France, el Senhans estaria ubicat a la regió de la Gascunya, subregió de Landes i Labrit.
Oficialment, les comunes del Senhans estan adscrites administrativament al  departament francès de les Landes (sud-oest), a la regió administrativa de Nova Aquitània.
Les comunes del Senhans també estan associades en la mancomunitat de comunes de Senhans (en francès: communauté de communes du Seignanx), tot i que quatre comunes mancomunades no pertanyen al Senhans, propiament, sinó al parçan veí de Gòssa. Aquestes són: Biarròta, Biudòs, Sent Bertomiu i Sent Laurenç de Gòssa.
Geogràficament, es considera que el Senhans és un dels sis parçans gascons que formen part de la regió natural de les Landes de l'Ador.